# Nick Hækkerup
Pour les articles homonymes, voir Hækkerup.
Nick Hækkerup, né le 3 avril 1968 à Fredensborg (Danemark), est un homme politique danois, membre des Sociaux-démocrates (SD). Il est ministre de la Justice de 2019 à 2022.

## Biographie

### Jeunesse et débuts en politique
Nick Hækkerup obtient en 1994 une maîtrise en droit à l'université de Copenhague, et devient alors brièvement juge au tribunal fiscal avant de commencer une thèse. Il obtient son doctorat en 1998, et devient alors professeur dans l'établissement.
Engagé au sein de la Social-démocratie, il devient conseiller municipal de Hillerød en 1994, puis est élu maire de la ville en 2000. Il devient le vice-président des sociaux-démocrates en 2005.
Il brigue un siège de député pour la première fois lors des élections législatives de 2007, lors desquelles il est élu au Folketing. Il abandonne alors son mandat municipal.

### Ministre sous Helle Thorning-Schmidt
Il est réélu pour un second mandat lors des élections législatives du 15 septembre 2011. Le 3 octobre, il est nommé ministre de la Défense dans le gouvernement formé par Helle Thorning-Schmidt après le scrutin. 
En janvier 2013, il présente avec le ministre des Affaires étrangères, Villy Søvndal, un plan soutenu par une large majorité des partis au Folketing pour le retrait des troupes danoises d'Afghanistan en 2015. Le mois suivant, il précise que le Danemark n'accueillera pas sur son territoire les ressortissants afghans ayant servi d'interprètes pour les soldats danois, estimant que leur sécurité ne sera pas menacée dans leur pays.
À l'occasion d'un remaniement ministériel le 9 août 2013, il est nommé ministre du Commerce extérieur et des Affaires européennes.  Son départ du ministère de la Défense est alors salué par les partis d'opposition, qui critiquaient sa gestion du ministère comme trop autoritaire, manquant de transparence et incapable d'instaurer un dialogue constructif avec les militaires et les partis politiques au Folketing.
Le 3 février 2014, il devient ministre de la Santé dans le nouveau gouvernement de Helle Thorning-Schmidt, constitué après le départ du Parti populaire socialiste de la coalition.
Il quitte le gouvernement après la défaite du bloc de gauche lors des élections législatives de juin 2015, à l'occasion desquelles il est réélu pour un troisième mandat au Folketing. Il devient après le scrutin le porte-parole du groupe social-démocrate pour les questions de politique étrangère.

### Ministre sous Mette Frederiksen
Il remporte un quatrième mandat au Folketing lors des élections législatives du 5 juin 2019, dont le bloc de gauche sort victorieux. Le 27 juin, il est nommé ministre de la Justice dans la gouvernement de Mette Frederiksen.
En octobre 2019, après qu'il ait été découvert que des données de localisation de téléphones portables erronées aient été utilisées dans des enquêtes criminelles, il qualifie les révélations de "scandale" et critique les services de police, mais refuse de procéder à des renvois.
Le 4 novembre 2020, la Première ministre Mette Frederiksen donne l'orde d'abattre 15 millions de visons, porteurs d'une mutation de la COVID-19. L'ordre se révèle ne pas avoir de base légale, mais est tout de même exécuté  à partir du lendemain par la police, qui dépend du ministère de la Justice. Nick Hækkerup dément avoir donné l'ordre à la police d'agir.
En décembre 2021, pour répondre à l'enjeu de la surpopulation, il affirme vouloir louer 300 places de prison au gouvernement du Kosovo pour y incarcérer des étrangers condamnés au Danemark et devant être expulsés à l'issue de leur peine. L'accord est formellement signé avec le Kosovo en avril 2022.
En janvier 2022, cinq personnes sont inculpées pour divulgation de secrets d’État, dont l'ancien ministre libéral Claus Hjort Frederiksen, alors député d'opposition. Devant légalement autoriser les poursuites pour ce type d'infractions, Hækkerup déclare ne pas avoir voulu interférer dans le dossier et s'être contenté de suivre l'avis des procureurs.
Le 1er mai 2022, il annonce sa démission du gouvernement et son retrait de la vie politique pour devenir directeur de l'Association des brasseries danoises, à compter du 1er juin suivant.

## Ouvrages
- Udvikling i EU siden 1992 på de områder, der er omfattet af de danske forbehold, Dansk Udenrigspolitisk Institut (DUPI), 2001.
- Controls and Sanctions in the EU law, avec Djøf Forlag, 2001  (ISBN 8757401969).
- Sandheden Kort - Christiansborg fra A til Å, co-auteur, People's Press, 2018.